# France-Rayonne
Pour les articles homonymes, voir Rayonne.
France-Rayonne est une ancienne entreprise française, spécialisée dans le tissage de la viscose, à une époque où celle-ci s'appelait encore « rayonne ».

## Création
L'entreprise est créée le 13 décembre 1940, sur la base de capitaux français et allemand (67 % et 33 % respectivement). Il s'agit de la « première entreprise industrielle franco-allemande créée sous le signe de la Collaboration », selon les termes d'Yves Bouthillier, ministre des Finances de Vichy.
L'entreprise Gillet est l'actionnaire français majoritaire, et le pendant allemand de ce cartel est la Zellwolle- und Kustseiden-Ring GmBH, filiale d'IG Farben. L'entreprise est le fruit de l'entente franco-allemande sur le textile, ou plan Kehrl, mis au point par le Comité d'organisation de l'industrie textile de Vichy.

## Seconde Guerre mondiale
L'établissement principal est installé à Roanne, et est opérationnel à compter de février 1941. Elle s'est installée dans les locaux de Cuprofil (filiale des Établissements Gillet), avec du matériel fourni par l'Allemagne. Elle travaille pour une production destinée quasi exclusivement à l'Allemagne, sur la fourniture de matière première (pâte à bois) venue d'Allemagne.
De par ses liens étroits avec l'Allemagne, l'usine est fréquemment la cible d'actes de sabotage et autres manifestations patriotiques :
- 28 décembre 1942 : sabotage par le groupe Franc-Tireur.
- 1er mai 1943 : un drapeau français est hissé sur la cheminée de l'usine.
- 11 novembre 1943 : grève patriotique.

En août 1944, les techniciens et le matériel allemands sont évacués en Allemagne. Les Résistants français pensent attaquer la colonne à Neaux le 18 août 1944, mais ils tombent sur une forte colonne militaire allemande, escarmouche baptisée « combat de Neaux ».

## Après-guerre
L'usine devient successivement les Textiles artificiels du Centre (TADC), puis le Centre de textiles artificiels (CTA), puis Rhône-Poulenc-Textiles (RPT). Elle ferme à la fin des années 1980 et ses bâtiments sont détruits en 1989. 